# Eunice articulata
Eunice articulata är en ringmaskart som beskrevs av Ehlers 1887. Eunice articulata ingår i släktet Eunice och familjen Eunicidae.
Artens utbredningsområde är Mexikanska golfen. Inga underarter finns listade i Catalogue of Life.